# Carmelo Cassati
Carmelo Cassati MSC (* 6. April  1924 in Sant’Eufemia, Provinz Lecce; † 3. Februar 2017 in Tricase) war ein italienischer Ordensgeistlicher und römisch-katholischer Erzbischof von Trani-Barletta-Bisceglie.

## Leben
Carmelo Cassati besuchte ab 1936 das Seminar der Herz-Jesu-Missionare, trat der Ordensgemeinschaft bei und legte nach dem Noviziat am 28. September 1942 die Profess ab. Er studierte am Priesterseminar in Narni und an der Päpstlichen Universität Gregoriana, an der er das Lizenziat in Theologie erwarb. In Ottawa erwarb er zudem das Lizenziat in Kanonischem Recht. Am 17. Dezember 1949 empfing er die Priesterweihe.
1950 ging er als Missionar nach Südamerika und war zunächst in Brasilien tätig, ehe er im Folgejahr nach Peru ging, wo ihn der dortige Apostolische Nuntius, Erzbischof Giovanni Panico, zu seinem Privatsekretär berief. Cassati folgte ihm 1954 nach Kanada und 1959 nach Portugal, bis Panico im März 1962 ins Kardinalskollegium aufgenommen wurde. 1967 wurde er zum Provinzial der Herz-Jesu-Missionare in Brasilien berufen. 
Papst Paul VI. ernannte ihn am 27. April 1970 zum Titularbischof von Nova Germania und zum Weihbischof in Pinheiro. Die Bischofsweihe spendete ihm der Kardinalpräfekt der Kongregation für die Bischöfe, Carlo Confalonieri, am 28. Juni desselben Jahres; Mitkonsekratoren waren Nicola Riezzo, Erzbischof von Otranto, und Kurienerzbischof Paul Casimir Marcinkus. 
Er wurde am 17. Juni 1975 zum Prälaten von Pinheiro ernannt und verzichtete am 26. Mai 1978 im Zuge der neuen Vergaberichtlinien der römischen Kurie auf seinen Titularbischofssitz. Am 12. Februar 1979 ernannte ihn Papst Johannes Paul II. zum Bischof von Tricarico und am 7. September 1985 zum Bischof von San Severo und Lucera. Am 30. September 1986 legte Cassati die Leitung des Bistums Lucera nieder, blieb aber Bischof von San Severo. Am 15. Dezember 1990 berief ihn Johannes Paul II. zum Erzbischof von Trani-Barletta-Bisceglie und nahm am 13. November 1999 sein aus Altersgründen vorgebrachtes Rücktrittsgesuch an. Carmelo Cassati zog sich anschließend in seine Heimatstadt Tricase zurück, wo er bis zu seinem Tod im Jahr 2017 in einem Kloster lebte.

## Ehrungen
- Großkreuz des Konstantinordens